# Isbrueckerichthys saxicola
Isbrueckerichthys saxicola és una espècie de peix de la família dels loricàrids i de l'ordre dels siluriformes.

## Morfologia
- Els mascles poden assolir 8,8 cm de longitud total.[4]

## Hàbitat
És un peix d'aigua dolça i de clima tropical.

## Distribució geogràfica
Es troba a Sud-amèrica: Ribeirão Jacutinga (conca del riu Tibagi, Brasil).